# Доменек-и-Монтанер, Льюис
Льюи́с Доме́нек-и-Монтане́р (кат. Lluís Domènech i Montaner; 21 декабря 1850, Барселона — 27 декабря 1923, Барселона) — каталонский архитектор и политик.

## Жизнь и творчество
Льюис родился в зажиточной семье издателя Пере Доменека-и-Сало и его супруги Марии Монтанер-и-Вила, которая была родом из рыбацкого городка Канет-де-Мар, лежащего на Средиземноморском побережье севернее Барселоны. Первоначально интересовался математикой и физикой, однако затем увлёкся архитектурой, которую изучал в Барселоне и в Королевской академии изящных искусств Сан-Фернандо в Мадриде. В Мадриде в декабре 1873 году Доменек-и-Монтанер получает диплом архитектора, после чего совершает поездки по Франции, Швейцарии, Италии, Германии и Австро-Венгрии с тем, чтобы набраться опыта и узнать о новейших тенденциях в современной архитектуре.
В 1875 году Доменек-и-Монтанер вместе со своим другом Жозепом Виласекой приступает к работе профессором в недавно основанной барселонской Архитектурной школе, которую затем возглавляет в 1900—1920 годах (за исключением 1901—1905 годов, когда архитектор был избран депутатом кортесов и находился в Мадриде). В своей школе Л.Доменек подготовил целую плеяду молодых каталонских архитекторов.
Доменек-и-Монтанер первоначально работал как представитель историзма в архитектуре, затем посвятил своё творчество модерну, став одним из крупнейших представителей этого течения в европейской архитектуре. Увлекался также археологией и раннесредневековой церковной архитектурой Каталонии. В политической деятельности придерживался позиций умеренного консерватизма и каталонского национализма.
Своими постройками — издательства Editorial Montaner i Simón (ныне Фонд Антони Тапиеса), здания для Всемирной выставки в Барселоне 1888 года (созданного всего за 53 дня на время выставки, а затем разобранного) и барселонского замка Трёх Драконов (Castell dels Tres Dragons) Л.Доменек-и-Монтанер становится родоначальником архитектуры модерна в Каталонии. Наиболее продуктивными в его творчестве были годы на рубеже XIX—XX столетий. В это время архитектор строит Институт Пере Мата (Institut Pere Mata) в Реусе, барселонские Casa Thomas и Casa Lleó Morera, здание госпиталя Святого Креста и Сант-Пау, а также знаменитейшее из его творений — Дворец каталонской музыки. В 1909 году Л.Доменек-и-Монтанер за свои работы был награждён муниципалитетом Барселоны.
Доменек-и-Монтанер занимался также публицистическим и литературным творчеством. Он писал статьи для ряда крупнейших каталонских газет (La Renaixença, Lo Catalanista и Revista de Catalunya), в 1904 он начинает издавать собственный еженедельник Каталонский народ (El Poble Català')'; был автором статей по архитектуре, истории искусств, писал политические эссе. Его статья «En busca d’una arquitectura nacional» (В поисках национальной архитектуры) от 28 февраля 1878 года стала манифестом современной каталонской архитектуры. В 1886—1897 годах архитектор издаёт многотомную «Историю искусств».
Политикой Доменек-и-Монтанер занимается уже в молодые годы. Был одним из основателей каталонских националистических организаций Jove Catalunya (Молодая Каталония) и Centre Català (Каталонский центр). Затем вступает в Lliga de Catalunya (Каталонскую лигу), став в 1888 году её президентом. В 1891 году Л.Доменек-и-Монтанер создаёт Unió Catalanista (Каталонсукий союз) — партию, заложившую основы автономии Каталонии. Был одним из организаторов собрания в марте 1892, на котором была принята «Bases de Manresa» (Манресская основа) — программа, легшая в основу конституции Каталонии. В годы Первой мировой войны Л.Доменек-и-Монтанер отходит от политической деятельности.

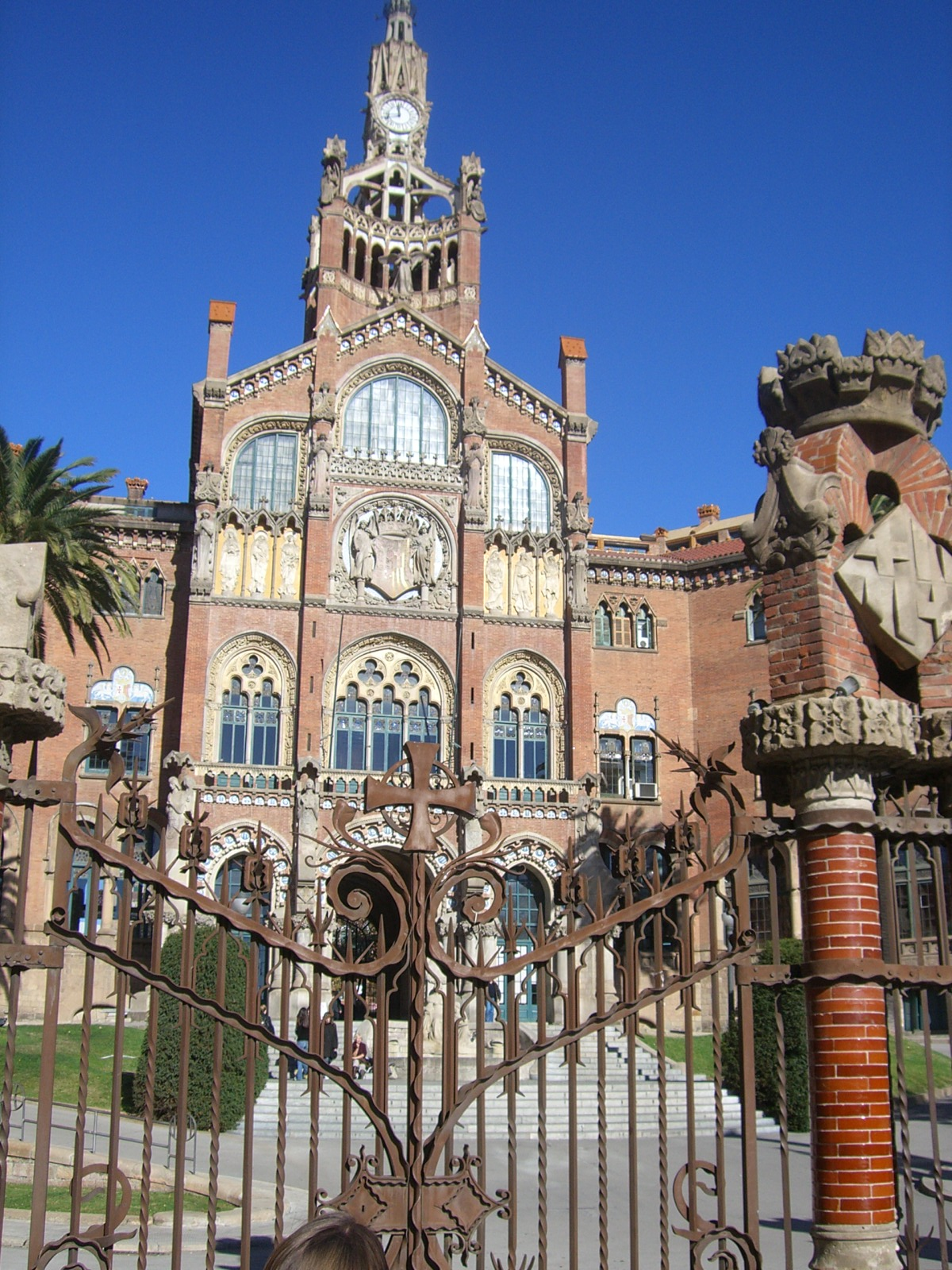
Фасад госпиталя Сант-Пау (Барселона)
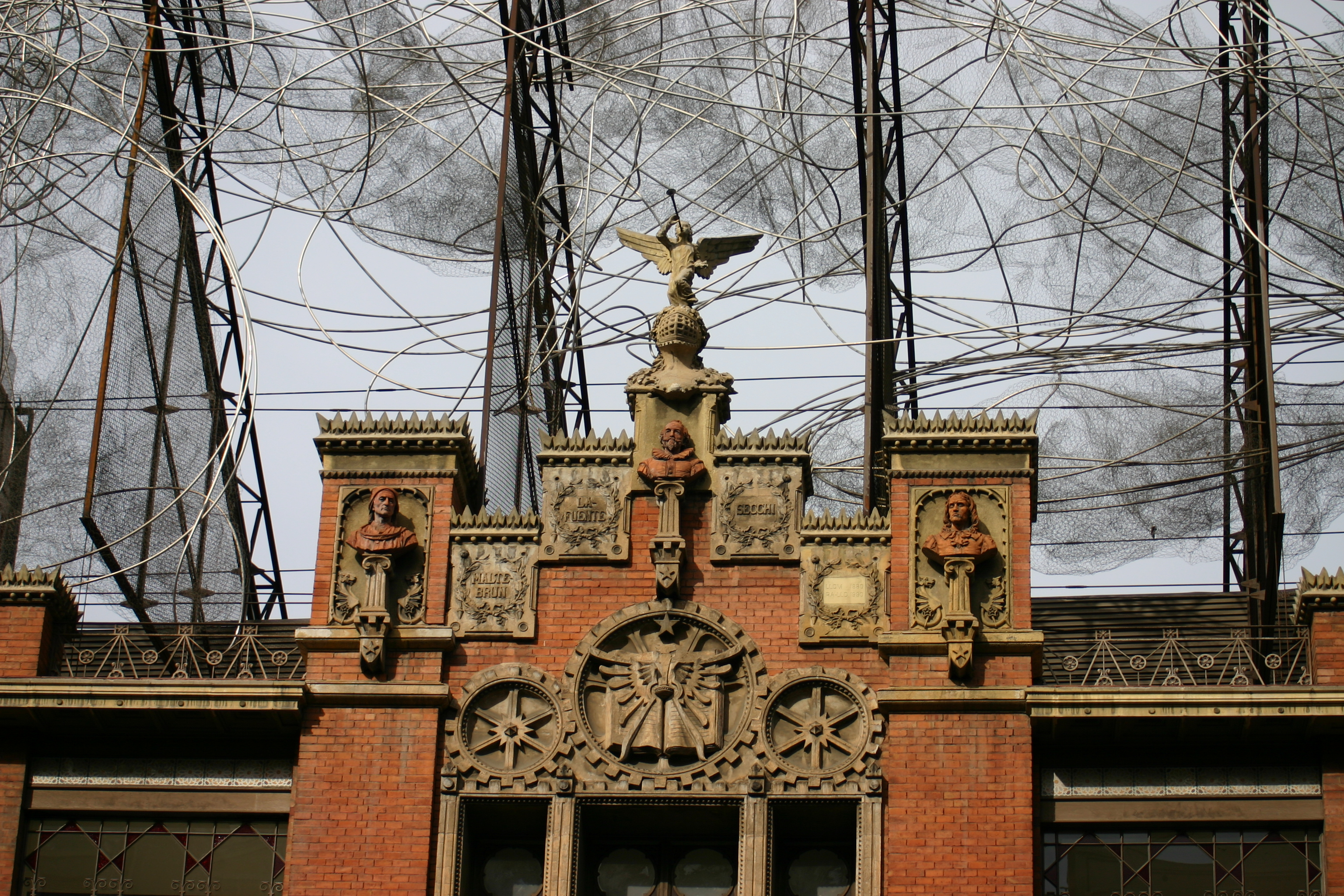
Фонд Антони Тапиеса в Барселоне
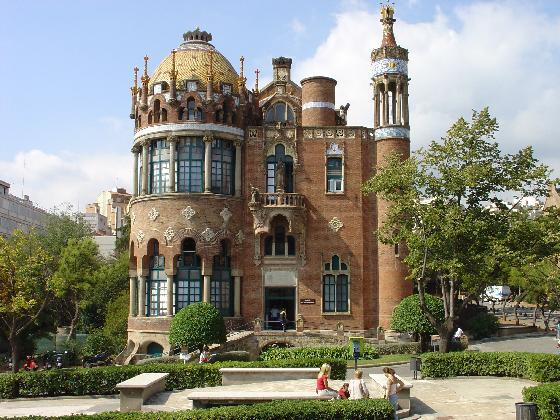
Госпиталь Сант-Пау в Барселоне
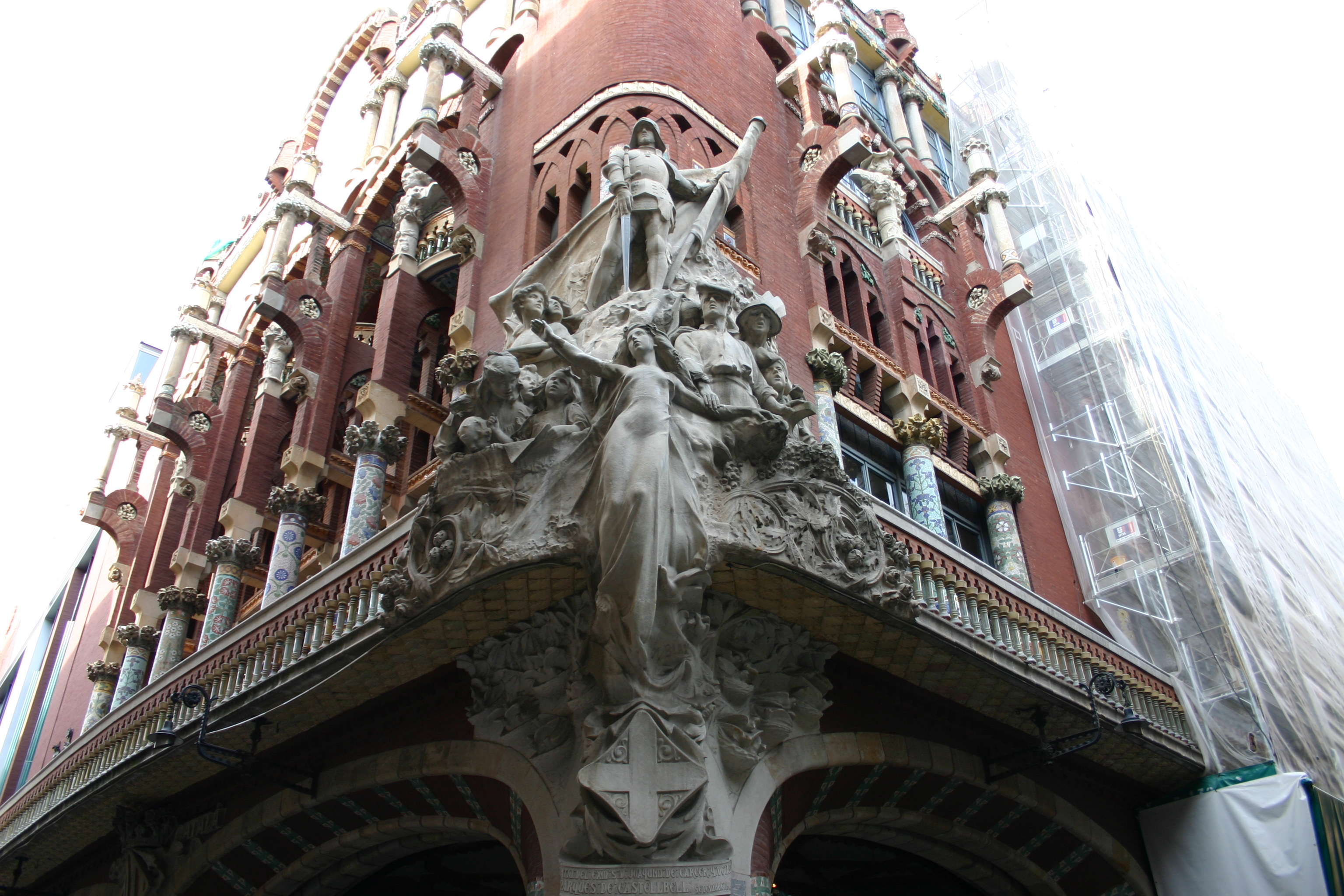
Дворец каталонской музыки в Барселоне